# Trương Đình Phát
Trương Đình Phát (tiếng Trung: 张廷发, Zhang Tingfa; 1918–2010) là một chính khách và thiếu tướng Không quân Quân Giải phóng Nhân dân Trung Quốc. Ông từng là Chính ủy và Tư lệnh Không quân, và là một thành viên của Ủy ban Quân sự Trung ương. Ông cũng là Ủy viên Bộ chính trị Đảng cộng sản Trung Quốc hai nhiệm kỳ, trước khi nghỉ hưu vào năm 1985. Ông đã chiến đấu trong cuộc chiến tranh Trung – Nhật, cuộc nội chiến Trung Quốc, và chiến tranh Triều Tiên, và chỉ huy lực lượng không quân Trung Quốc trong chiến tranh Trung – Việt.

## Tiểu sử
Trương Đình Phát sinh ngày 09 tháng 4 năm 1918 tại trấn Hạ Mậu, huyện Sa, tỉnh Phúc Kiến, một gia đình thợ thủ công. Ông gia nhập Hồng quân Trung Quốc trong tháng 9 năm 1933, và tham gia Vạn lý Trường chinh trong 1934–1935. Ông gia nhập Đảng Cộng sản Trung Quốc vào tháng 10 năm 1936.
Trong lần chiến tranh Trung Nhật thứ nhì, Trương là một chỉ huy trong Sư đoàn 129 của Bát lộ quân, và tham chiến trong chiến dịch Bách đoàn đại chiến. Trong năm 1944, ông được bổ nhiệm làm chỉ huy của tiểu quân khu bảy Quân khu Thái Hành, và tham gia một số trận chiến chống lại các lực lượng chiếm đóng của Nhật Bản ở phía Bắc Trung Quốc.
Trong cuộc nội chiến Trung Quốc, Trương là tư lệnh tiểu quân khu ba của Quân khu Tongbai, và chiến đấu trong nhiều trận chiến dưới sự lãnh đạo của Lưu Bá Thừa và Đặng Tiểu Bình. Đặng đã đánh giá cao hiệu quả hoạt động của tiểu khu của mình trong báo cáo gửi Mao Trạch Đông. Trong tháng 5 năm 1949, ông được bổ nhiệm làm Bí thư Tương Phàn kiêm và Tư lệnh Tiểu quân khu Tương Phàn. Năm 1955, ông được phong quân hàm Thiếu tướng ngay trong đợt phong hàm đầu tiên của Quân Giải phóng Nhân dân Trung Quốc
- 1958: Tham mưu trưởng Không quân.
- 1962: Phó tư lệnh Không quân kiêm Tham mưu trưởng.
- 1975: Chính ủy Không quân.
- 1977: Tư lệnh Không quân, Ủy viên Trung ương Đảng.
- 1977–1985: Ủy viên Bộ chính trị Đảng Cộng sản Trung Quốc,
- 25 tháng 3 năm 2010: qua đời tại Bắc Kinh, thọ 92 tuổi.

## Gia đình
Con trai
- Trương Bằng, Phó tư lệnh Không quân Quân khu Bắc Kinh